# Шахандухт II
Шахандухт II (арм. Շահանդուխտ Բ; ум. 1116) — царица Сюникского царства, соправительница царя Сенекерима.
Шахандухт была дочерью агванского царя Севады и Софьи, сестрой сюникского царя Сенекерима и супругой царя Григора I Ашотяна. Царица уделяла большое внимание развитию монастыря Ваганаванк, в 1086 году на собственные средства построила южнее главного монастырского храма двухэтажную церковь-усыпальницу Святой Богородицы.